# Johannes Zahn (hymnolog)
Johannes Christoph Andreas Zahn, född den 1 augusti 1817 i Eschenbach (Pommelsbrunn)/Pegnitz, död den 17 februari 1895 i Neuendettelsau, var en tysk teolog, hymnolog och musikforskare.
Zahn var präst och direktör för seminariet i Altdorf bei Nürnberg. Han inlade stor förtjänst inom forskningen rörende den protestantiska kyrkosången (rytmisk psalmsång) och utgav samlingar av koraler, kyrkliga kör- och orgelstycken samt särskilt det högt värderade verkert: Die Melodien der deutschen evangelischen Kirchenlieder etc. (6 band, 1888—93). Zahn var en av Thomas Laubs inspirationskällor till den danska kyrkosångsreform han var en ledande kraft bakom i slutet av 1800-talet; två andra var Carl von Winterfeld och Gottlieb von Tucher.

## Verk
- Handbüchlein für angehende Cantoren und Organisten, Nürnberg 1871
- Die Melodien der deutschen evangelischen Kirchenlieder, aus den Quellen geschöpft und mitgeteilt von Johannes Zahn (6 bind), Verlag Bertelsmann, Gütersloh 1889–93
- Die Melodien des Deutschen Evangelischen Gesangbuches in vierstimmigem Satze für Orgel und für Chorgesang aus Auftrag der deutschen evangelischen Kirchenkonferenz zu Eisenach (sammen med G. Freiherr von Tucher og Immanuel Faißt), Stuttgart 1854
- Vierstimmiges Melodienbuch zum Gesangbuch der Evangelisch-Lutherischen Kirche in Bayern, Erlangen 1855 (sidste (42.) oplag 1951)